# My Brute
My Brute est un jeu vidéo en ligne de combat développé et édité par Bulkypix, sorti en 2009 sur iOS. Cette adaptation mobile du jeu web La Brute regroupe plusieurs millions de joueurs.

## Système de jeu
Le joueur prend la direction d'un dojo dans lequel il peut entraîner jusqu'à 9 Brutes. Ensuite, il peut les faire combattre contre celles des autres joueurs. Le jeu compte plus de 70 aptitudes et armes à débloquer ainsi que 8 arènes. La version 2.7 a ajouté le mode de combat 2 contre 2.

## Accueil
- Pocket Gamer : 8/10[3]